# Кайо
За града в Уелс вижте Кайо (Уелс).
Кайо (на английски: Cayo) е един от 6-те окръга на централноамериканска държава Белиз. Окръг Кайо е най-големият окръг по площ в Белиз. Неговият окръжен център е град Сан Игнасио. Кайо е предимно селскостопански окръг. Населението му е 96 197 жители (по приблизителна оценка от юли 2017 г.).